# Urszulin (gmina)
Pour les articles homonymes, voir Urszulin.
Urszulin est une gmina rurale (gmina wiejska) du powiat de Włodawa, dans la Voïvodie de Lublin, dans l'est de la Pologne.
Son siège administratif (chef-lieu) est le village d'Urszulin, qui se situe environ 31 kilomètres (km) au sud-ouest de Włodawa (siège du powiat) et 46 kilomètres à l'est de la capitale régionale Lublin (siège de la voïvodie).
La gmina couvre une superficie de 171,62 km2 pour une population de 3 999 habitants en 2006.

## Histoire
De 1975 à 1998, la gmina est attachée administrativement à l'ancienne voïvodie de Biała Podlaska.

Depuis 1999, elle fait partie de la nouvelle voïvodie de Lublin.

## Géographie
La gmina inclut les villages (sołectwa) de:

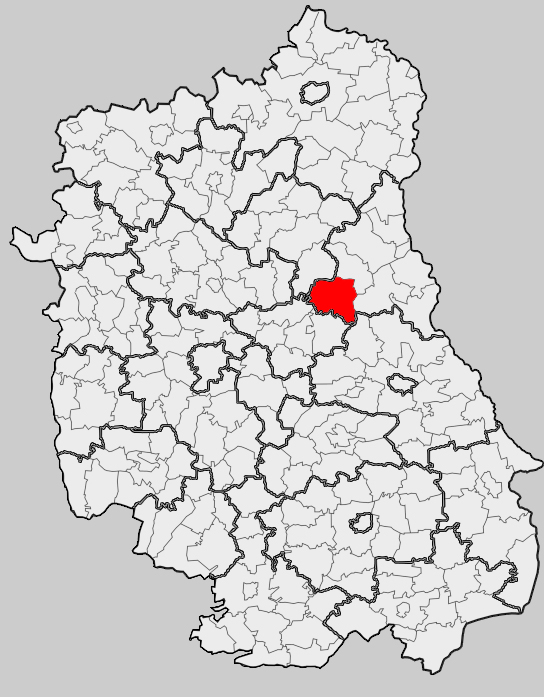
Position de la gmina dans la voïvodie

- Andrzejów
- Babsk
- Bieleckie
- Borysik
- Dębowiec
- Dyszczytno
- Grabniak
- Grobelki
- Jamniki
- Kalinówka
- Koło Młyna
- Kozubata
- Łomnica
- Michałów
- Nowe Załucze, Olszowo
- Pod Bubnowem
- Przymiarki
- Sęków
- Stare Załucze
- Sumin
- Urszulin
- Wereszczyn
- Wiązowiec
- Wielkopole
- Wincencin
- Wola Wereszczyńska
- Wólka Wytycka
- Wujek
- Wytyczno
- Zabrodzie
- Zarudka
- Zastawie
- Zawadówka

### Gminy voisines
La gmina d'Urszulin est voisine des gminy de
- Cyców
- Hańsk
- Ludwin
- Sosnowica
- Stary Brus
- Wierzbica

## Structure du terrain
D'après les données de 2002, la superficie de la commune d'Urszulin est de 171,62 kilomètres carrés, répartis comme telle :
- terres agricoles : 56%
- forêts : 23%

La commune représente 13,66% de la superficie du powiat.

## Démographie
Données du 30 juin 2004:
| Description        | Total  | Total | Femmes | Femmes | Hommes | Hommes |
| ------------------ | ------ | ----- | ------ | ------ | ------ | ------ |
| Unité              | Nombre | %     | Nombre | %      | Nombre | %      |
| Population         | 4 062  | 100   | 2 017  | 49,7   | 2 045  | 50,3   |
| Densité (hab./km²) | 23,7   | 23,7  | 11,8   | 11,8   | 11,9   | 11,9   |

## Jumelage
- Wilhelmsdorf (Allemagne) depuis 2004